# Brilliant (Alabama)
Brilliant è un comune degli Stati Uniti d'America situato nella contea di Marion dello Stato dell'Alabama.